# Katarzyna Otmianowska-Mazur
Katarzyna Anna Otmianowska-Mazur (ur. 16 listopada 1957 w Lublinie, zm. 14 lipca 2020) – polska astronom, profesor doktor habilitowana zajmująca się badaniem pól magnetycznych w galaktykach i rozwijaniem ich modeli numerycznych, emerytowana profesor Wydziału Fizyki, Astronomii i Informatyki Stosowanej Uniwersytetu Jagiellońskiego.

## Życiorys
Ukończyła II Liceum Ogólnokształcące im. Hetmana Jana Zamoyskiego w Lublinie, a następnie rozpoczęła studia astronomiczne na Uniwersytecie Jagiellońskim, które ukończyła w 1981 roku, uzyskując stopień magistra astronomii. W tym samym roku została zatrudniona w Obserwatorium Astronomicznym UJ na stanowisku asystenta. Początkowo zajmowała się badaniem gwiazd zmiennych oraz współredagowała Rocznik Astronomiczny OA UJ. Zainteresowała się magnetyzmem środowiska międzygwiazdowego w galaktykach spiralnych. W oparciu o obserwacje radioastronomiczne galaktyk opracowywała ich modele numeryczne. Podsumowanie wyników tych prac zawarła w swojej rozprawie doktorskiej obronionej w 1993 roku.
Po doktoracie zainicjowała stworzenie grupy badawczej zajmującej się modelowaniem numerycznym galaktyk. Po uzyskaniu stopnia naukowego doktora habilitowanego (w 2004 roku) wypromowała dwoje doktorów, którzy pod jej kierunkiem stali się specjalistami w modelowaniu numerycznym procesów magnetohydrodynamicznych. Na swoje badania zdobyła kilka grantów, z których m.in. finansowana była rozbudowa bazy obliczeniowej Obserwatorium. W roku 2012 uzyskała tytuł naukowy profesora nauk fizycznych. Pracowała na stanowisku profesora nadzwyczajnego w Obserwatorium Astronomicznym Wydziału Fizyki, Astronomii i Informatyki Stosowanej Uniwersytetu Jagiellońskiego.
W 1999 roku została Zastępcą Dyrektora Obserwatorium Astronomicznego UJ ds. Studenckich. W kolejnych dwóch kadencjach (w latach 2005–2012) pełniła funkcję Dyrektora Instytutu OA UJ. W czasie jej drugiej kadencji OA UJ pozyskało możliwość sfinansowania budowy w Polsce trzech stacji europejskiego interferometru radiowego niskich częstotliwości LOFAR. W rezultacie tego projektu stacje te zostały włączone do LOFAR 2015 roku. Były to stacje: Uniwersytetu Jagiellońskiego w okolicach Krakowa (Łazy), Uniwersytetu Warmińsko-Mazurskiego w okolicach Olsztyna (Bałdy) i Centrum Badań Kosmicznych PAN w okolicach Poznania (Borówiec).
Była członkiem Międzynarodowej Unii Astronomicznej, Międzynarodowej Unii Nauk Radiowych (była Przewodniczącą Polskiej Komisji Radioastronomii) i Polskiego Towarzystwa Astronomicznego.